# Доля Остинато
«Доля Остинато» («Ostinato destino») — італійська кінокомедія 1992 року, знята режисером Джанфранко Альбано на студії «San Francisco Film».

## Сюжет
У Кароліни Рамбальді проблеми з її трьома дітьми: Марчелло лінивий, Лукреція норовлива, а Чезаре — любить хлопчиків. Дружина Марчелло, Марина, лікується від безплідності та збирається таємно відвідати клініку в Німеччині, яка спеціалізується на пересадках ембріона. Вона переконує свою сестру-близнюка Анджелу замінити її під час своєї відсутності.

## У ролях
- Моніка Беллуччі — Марина і Анжела
- Лауретта Мазьєро — Кароліна Рамбальді
- Густаво Фріджеріо — Лукреція Рамбальді
- Алессандро Гассманн — Марчелло Рамбальді
- Марина Берті — Єва Мейєр
- Гудрун Гунделах — роль другого плану
- Серджо Форчіна — роль другого плану
- Тайвілл Аменія — Кен
- Армандо Франчолі — роль другого плану
- Анджела Фінокк'яро — Лукреція
- Серджо Фіорентіні — роль другого плану

## Знімальна група
- Режисер — Джанфранко Альбано
- Сценарист — Франческо Коста
- Оператор — Франко Лекка
- Композитор — Карло Сіліотто
- Продюсери — Джованні Бертолуччі, Массімо Ферреро, Акілле Манцотті
- Художник — Клаудіо Чініні